# باشگاه فوتبال کورساره
باشگاه فوتبال کورساره (استونیایی: FC Kuressaare) یک باشگاه فوتبال در شهر کورساره، استونی است.
این باشگاه که در سال ۱۹۹۷ تاسیس شده سابقه قهرمانی در لیگ دسته فوتبال فوتبال استونی در سال ۱۹۹۹ را دارد.